# Lonchaea triplaris
Lonchaea triplaris är en tvåvingeart som beskrevs av Mcalpine 1964. Lonchaea triplaris ingår i släktet Lonchaea och familjen stjärtflugor. Inga underarter finns listade i Catalogue of Life.